# South Harrow (stanice metra v Londýně)
South Harrow je stanice londýnského metra, otevřená v roce 1903. Nachází se na lince:
- Piccadilly Line a je mezi stanicemi Rayners Lane a Sudbury Hill.

V roce 2014 odbavila cca 2,5 milionu cestujících.
Do roku 1932 se stanice nacházela na lince District Line a vlaky jezdily na Sudbury Hill a v roce 1933 ji linka District Line používala jako konečnou stanici. Po tomto roce zde přestala jezdit linka District Line.